# Uliana Pernazza

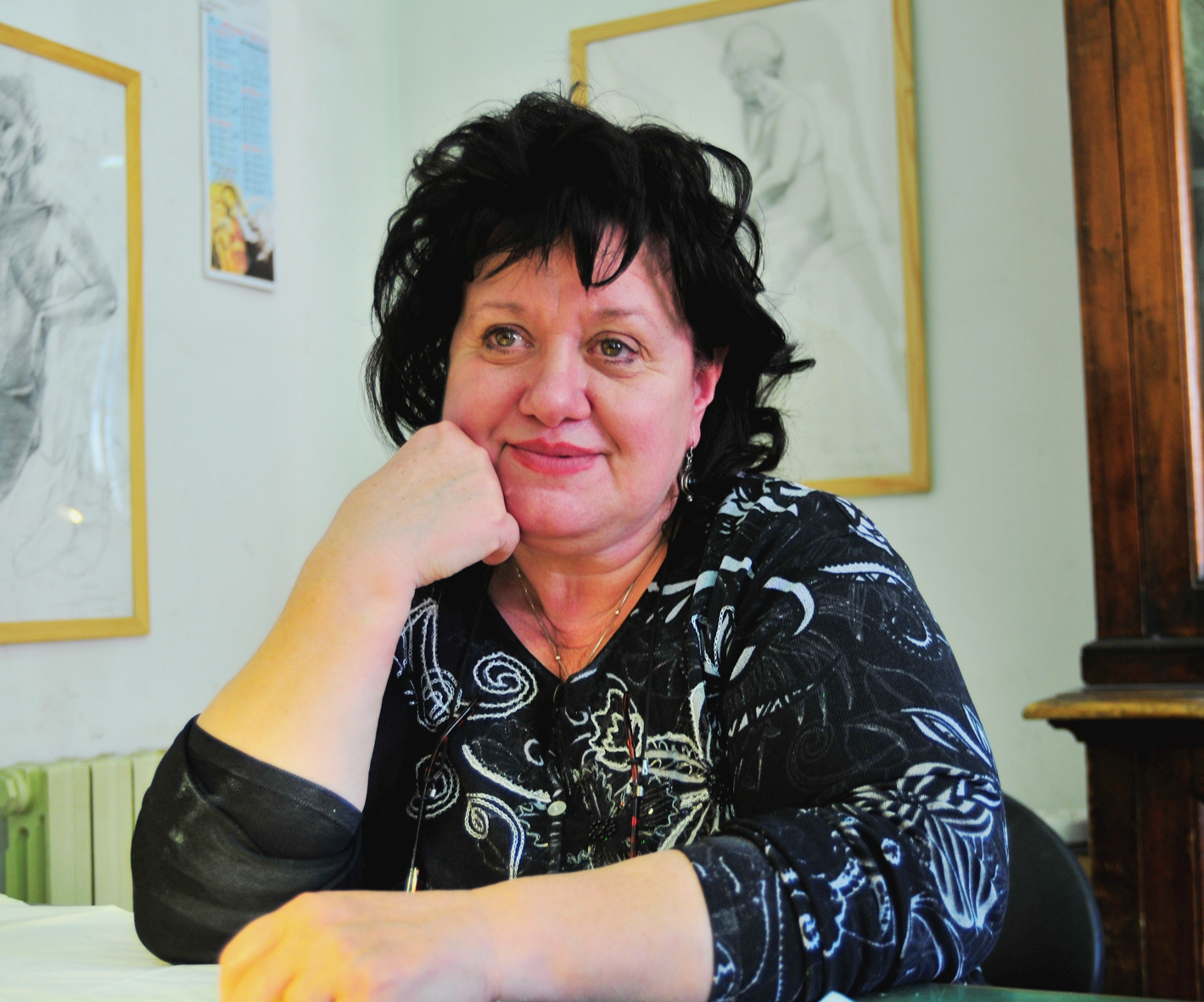
Uliana Pernazza, 2013

Uliana Pernazza (geboren am 2. Januar 1959 in Rom) ist eine italienische Graveurin und Medailleurin.

## Werdegang

San-marinesische Euro-Kursmünze der zweiten Prägeserie zu 50 Cent (seit 2017)

Uliana Pernazza wurde von 1979 bis 1983 an der Scuola dell’Arte della Medaglia – Giuseppe Romagnoli des Istituto Poligrafico e Zecca dello Stato ausgebildet und ist seit 1984 als Graveurin und Medailleurin bei der Zecca dello Stato, der staatlichen italienischen Münzprägeanstalt, angestellt. Sie hat neben Kursmünzen und Sammlermünzen für Italien, San Marino und den Vatikanstaat auch eine Vielzahl von Medaillen für öffentliche und private Auftraggeber gefertigt. Seit 1995 unterrichtet sie an der Scuola dell’Arte della Medaglia.

## Werke (Auswahl)
- Silbermünze zu 500 Lire zum italienischen Jahr der Etrusker (1985)
- Silbermünze zu 500 Lire anlässlich der Fußball-Weltmeisterschaft 1986 (1986)
- Silbermünze zu 1000 Lire zum 900. Jahrestag der Fertigstellung des Markusdoms (1994)
- Silbermünze zu 10.000 Lire anlässlich des 40. Jahrestags der Konferenz von Messina (1995)
- Goldmünze zu 50.000 Lire zum 1600. Todestag des Ambrosius von Mailand (1997)
- Goldmünze zu 100.000 Lire zum 800. Jahrestag der Fertigstellung der Basilika San Nicola (1997)
- Bildseite der vatikanischen Euromünzen der ersten Prägeserie mit dem Porträt Papst Johannes Paul II. (nach einem Entwurf von Guido Veroi, 2002 bis 2005)
- 2-Euro-Gedenkmünze Italiens zum fünften Jahrzehnt des Welternährungsprogramms der Vereinten Nationen (2004)
- Italienische Sammlermünze aus Silber zu 10 Euro, zur Hundertjahrfeier der Scuola dell’Arte della Medaglia – Giuseppe Romagnoli des Istituto Poligrafico e Zecca dello Stato (2007)
- Goldmünze zu 100 Euro des Vatikanstaats in der Reihe Sixtinische Kapelle mit dem Motiv Die Erschaffung Adams (2008)
- 2-Euro-Gedenkmünze San Marinos zum 90. Todestag von Giacomo Puccini (2014)
- Bildseite der san-marinesischen Euro-Kursmünze der zweiten Prägeserie zu 50 Cent, mit dem Hl. Marinus (seit 2017)
- 2-Euro-Gedenkmünze Italiens zum 70. Jahrestag der Verfassung der Italienischen Republik (2018)
- 2-Euro-Gedenkmünze San Marinos zum 500. Todestag Leonardo da Vincis (2019)